# Полгарська культура

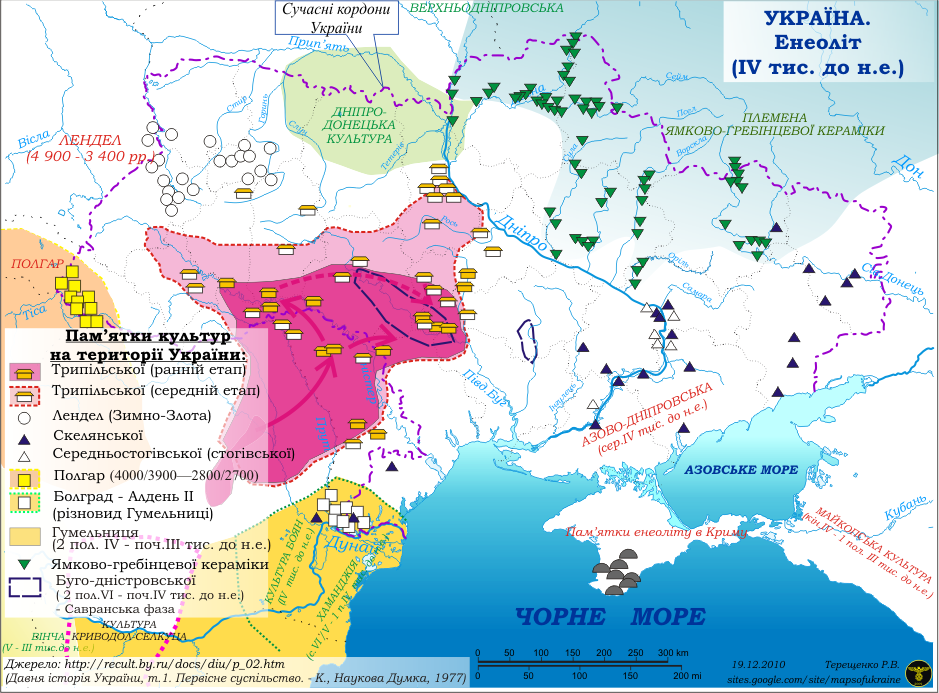
Полгарська культура 4000-2700 років до Р. Х.

Полгарська культура — археологічна культура мідної добу у Центральній Європі та в українському Закарпатті.
В енеоліті України є найменш репрезентативною за кількістю знайдених пам'яток.

## Датування
Датується V — початком IV тис. до Р. Х. Полгарські вироби на трипільських поселеннях синхронізують Полгарську культуру з середнім та частково пізнім Трипіллям (фази В та С-І).

## Поширення
Угорське Потисся, Східна Словаччина, Північно-Західна Румунія та українське Закарпатті.

## Походження
Сформована носіями тиської культури, культури Тордош, дяківського етапу культури мальованої кераміки, буковогірської культури та групи Сельмег.

## Культура та побут
На теренах Закарпаття виділено три періоди:
- ранній (Берегово-Дрисинський),
- середній (Чичаринсько-Чесголом-Оборинський),
- пізній (тисаполгарський, бодрогкерестурський та лежнянський компоненти).

## Поселення
Поселення на низовинних місцевостях.
Землянки та напівземлянки з глинобитними печами. Конструкція стін каркасно-стовпова: плетений із лози каркас, обмащуваний глиною.

## Поховання
Ґрунтові могильники влаштовували поблизу поселень. Ховали у скорченому на боці стані.
На пізньому етапі з'являються трупоспалення. Багатий супровід небіжчиків з посудом, знаряддями праці, мідними та золотими прикрасами.

## Вироби
Серед виробів переважає керамічний посуд.

### Гончарство
Кухонний і столовий посуд ліплений та декорований численними вушками. Частина раннього столового посуду була мальованою. Серед дрібних виробів із глини — ложки, прясла, важки, антропоморфні жіночі фігурки.

### Металеві вироби
З металевих речей відомі мідні сокири й долота, прикраси з міді та золота.

### Кам'яні знаряддя
Представлені шліфованими сокирами, теслами, долотами.
Також присутні вироби з кременю та обсидіану.